# Осман Ахмед
Осман Ахмед (Зрењанин, 17. јануар 1975) српски је мултимедијални уметник. Члан је музичког састава Мултиетничка атракција.

## Каријера
По струци је машински техничар, а поред овог занимања у раној младости се аматерски бавио сликарством и играњем фудбала. Почетком новог миленијума, Ахмед се опробао као забављач у улози Деда Мраза, да би касније наставио да се бави анимацијом деце кроз представе, у лику кловна. Недуго затим, укључио се у пројекат доктора-кловнова, који је покренула америчка хуманитарна организација „Бриџ оф лајф”, обилазећи децу смештену на одељењима београдских болница. Године 2008, као један од оснивача састава, почео је да пева и свира бубњеве у Мултиетничкој атракцији.
Ахмед је ангажован као један од глумаца у емисији „Плава птица”, која се приказује на првом програму Радио-телевизије Србије. Потписао је и режију дечје позоришне представе „Приручник за заљубљивање”, у којој такође тумачи лик кловна. Био је један од чланова жирија на 5. Микро фестивалу аматерског филма, одржаном 2014. године.

## Позоришне представе
- Девојчица из шуме[10]
- Маша[11]

## Приватно
Ахмед је рођен у Зрењанину, али је детињство провео у Бачком Петровом Селу у општини Бечеј. Са очеве стране води порекло из Судана. Ожењен је и са супругом Александром Цуцић има два сина.